# Koos de Jong

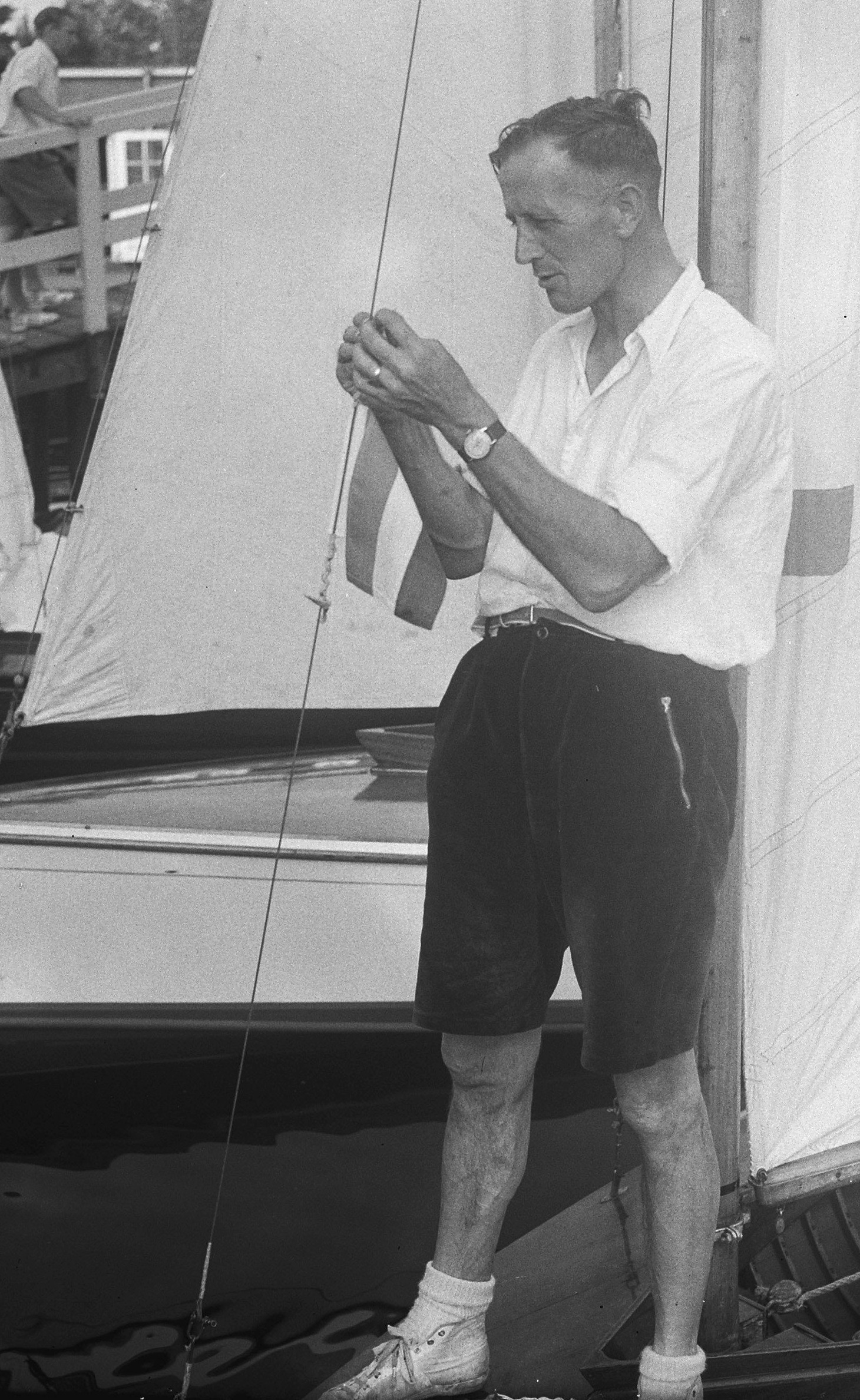
Koos de Jong in 1951

Jacobus Hermanus Hendrik Jan (Koos) de Jong (Rotterdam, 7 april 1912 - Capelle aan den IJssel, 20 augustus 1993) was een Nederlands zeiler.
De Jong nam deel aan de Olympische Zomerspelen in 1948 in de Firefly klasse en 1952 in de Finn Klasse. In 1948 won hij een bronzen medaille en in 1952 werd hij vierde.
Hij was oorspronkelijk actief in de O-jol en zeilde op de Bergsche Voorplas bij Hillegersberg. Later zeilde hij ook in de Finn-klasse en werd daarin meervoudig Nederlands kampioen en ook Europees kampioen. De Jong had een zoon en een dochter uit zijn huwelijk. Eind 2013 zocht een buitenechtelijke zoon van hem naar familie van De Jong via het KRO-programma Adres Onbekend.
- International Standard Name Identifier: 0000 0000 9793 5443
- Virtual International Authority File: 145018330